# 醫療保健

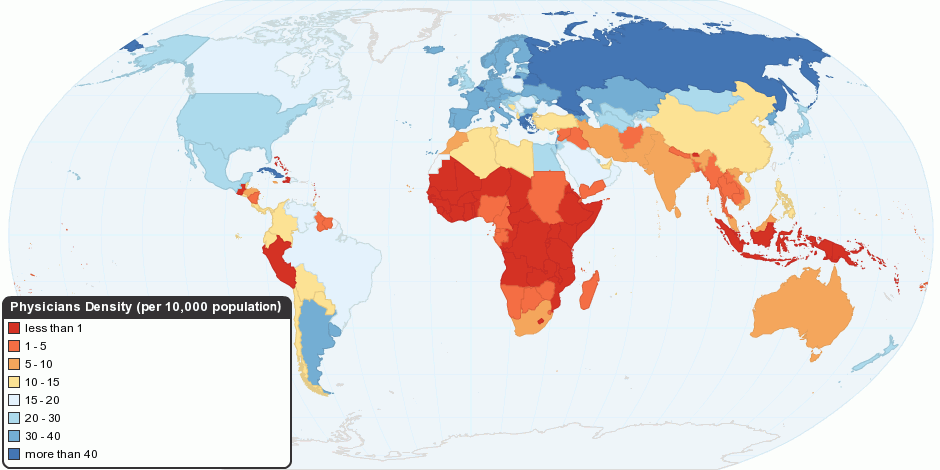
WTO的2010年資料，世界各國醫療保健資源集中的情況（每10,000人口中醫生所佔的數目）。

醫療保健，也可稱為醫療衛生，又稱健康照護（英語：Health care，也可拼寫為health-care或是healthcare）是對人們的疾病、創傷、和其他身心障礙，透過預防、診斷、治療的方式，來維持或者是改善。醫療保健由醫事人員和醫療相關專業人員提供。包括有牙科、藥學、助產師、護理人員、驗光、聽力學、心理學、職能治療、物理治療、運動防護等（請參考醫療衛生科學）。服務可分成初級照護、二級照護、和三級照護，另外也包括公共衛生的工作。
受社會和經濟條件以及衛生政策的影響，人們取得醫療保健的機會可能因不同國家、社區、和個人而異。提供醫療保健服務表示“適時使用到個人衛生服務，以達成最佳健康結果”。在取得醫療保健方面需要考慮的因素有經濟資源（例如醫療保險覆蓋）、地理障礙（例如額外的交通費用、享有帶薪休假，以取得此類服務）、和個人限制（缺乏與醫療保健提供者溝通的能力、缺乏衛生素養和收入低下）。這類限制會對醫療服務的使用、治療效果、和總體結果（如福祉及死亡率等）產生負面影響。
醫療系統是為滿足目標人群的衛生需求而建立的組織。根據世界衛生組織 (WHO) 的說法，一個運作良好的系統需要一個籌措經費機制、一組訓練有素且報酬足夠的醫事人力、可靠的資訊作為做決策以及訂立政策的依據以及維護良好的醫療機構為患者提供優質的藥物和技術。
一個有效的醫療系統可為一個國家的經濟體系、發展和工業化做出重大貢獻。醫療保健在傳統上被認為是促進世界各地人們總體的身體和心理健康及福祉的重要決定因素。這方面的例子是世界的天花在1980年受到根除，WHO宣布這個疾病是人類史上第一種透過刻意的醫療保健干預措施而消除的疾病。

## 提供服務

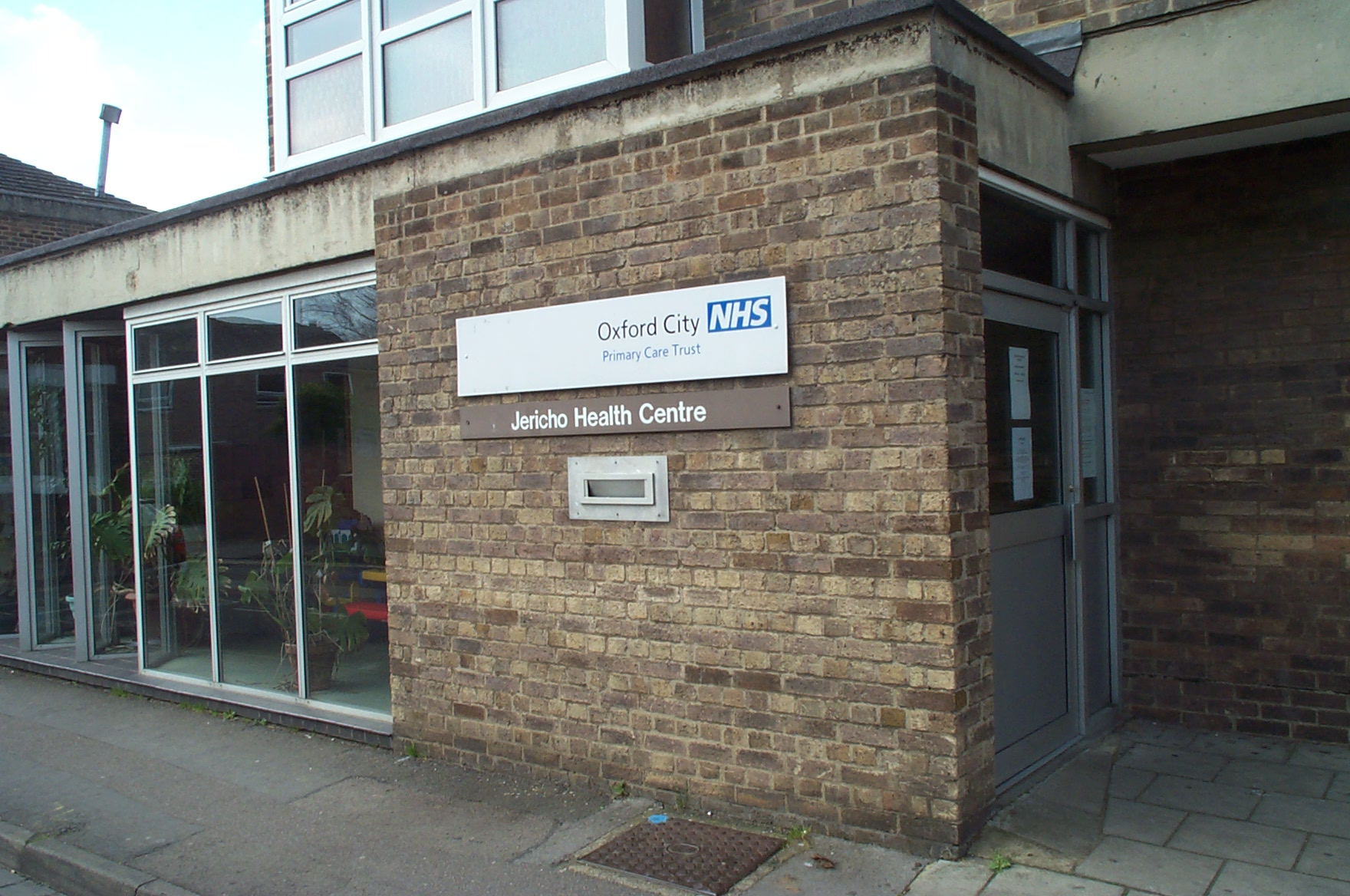
初級照護可由社區醫療中心（如圖中英國牛津的Jericho Health Centre）提供。

現代的醫療保健經由訓練有素的專業人士和輔助專業人士共同組成的科際整合團隊。包括醫學、心理學、物理治療、護理、牙科、助產師、和醫療相關專業人員等專業人員，加上許多其他如公共衛生從業人員、社區衛生工作者、和輔助護理人員，這些人有系統的提供個人和群體的預防、治療和康復護理服務。
雖然對不同類型的醫療保健的定義，因文化、政治、組織性和學科的不同觀念而有差異，但一般的共識是認為初級照護是整體醫療保健過程中的第一個，之後還包括二級和三級照護。醫療保健可由公共或是私人機構所提供。

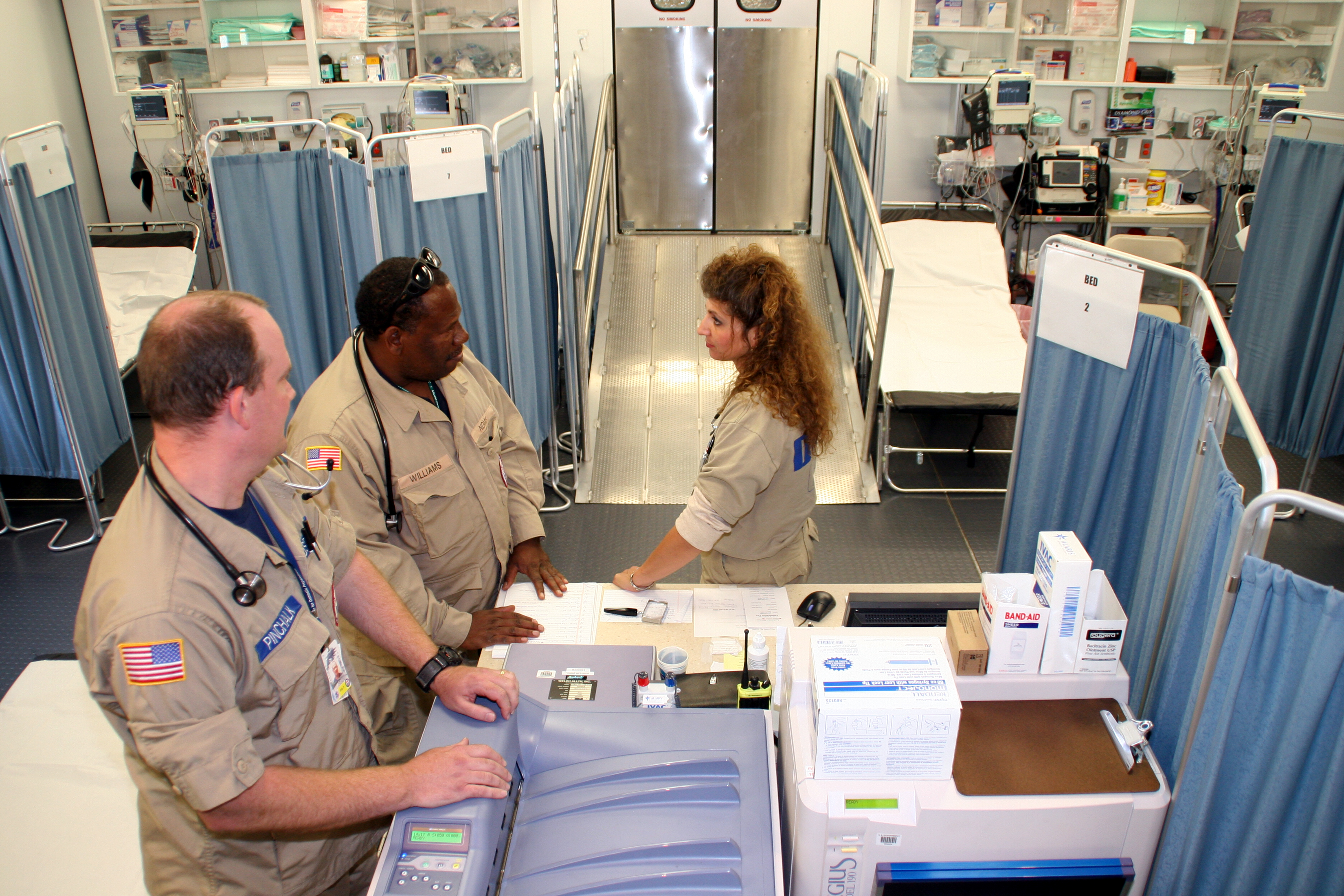
急診室通常是提供初級照護的第一線機構。

### 初級照護

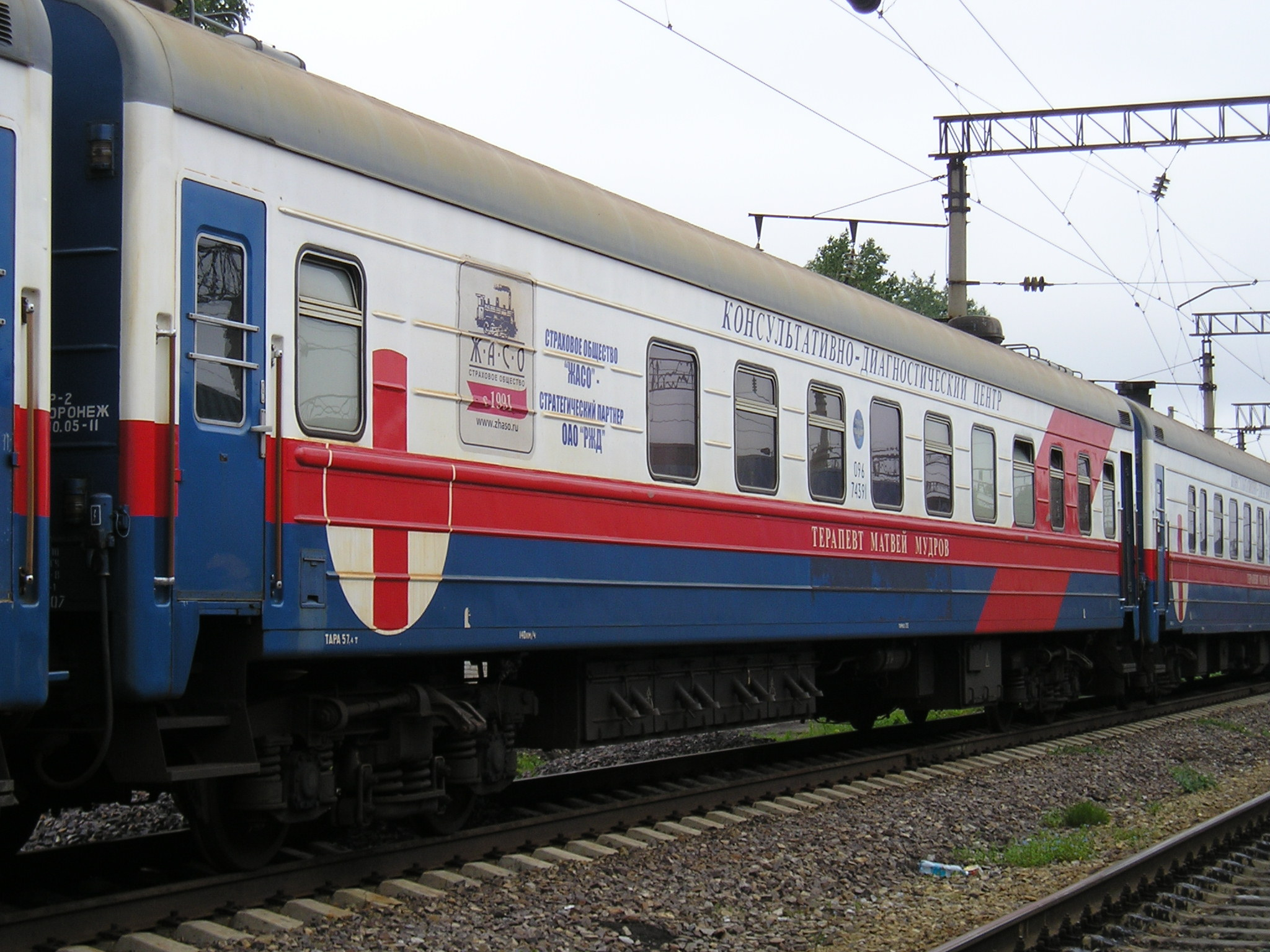
停靠在俄羅斯伯力的火車醫院“馬特維·木佐夫醫師號（Terapevt Mudrov train）”。

初級照護指的是在醫療系統中患者首先會諮詢的醫事人員。這類醫事人員通常是初級照護醫生，例如一般科醫師或家庭醫師。另外可能是有執照的獨立執業人士，例如物理治療師，或非醫師級的初級照護提供者，例如助理醫師或是執業護士。在不同的地點，或是醫療機構，患者可能會先看另一種醫事人員，例如藥劑師或是護理人員。而依據患者的健康狀況，他們可能會被轉介到二級或三級照護機構。
初級照護的名稱，通常是用在地方社區提供醫療保健服務的單位。這種照護可在不同的場所中提供，例如緊急護理中心就可提供當天預約，或是無需預約的服務。
初級照護的內容包括甚廣，為所有年齡的患者、所有社會經濟地位和來自不同地區的患者、想維持最佳身體狀況的患者、罹患各種急性和慢性（包含多重用藥）的患者及罹患心理和社會健康問題的患者等提供服務。因此，初級照護執業者必須對不同的領域擁有廣泛的知識。初級照護的一個關鍵特徵是患者資訊的持續性，因為患者通常偏好向同一位醫生做常規檢查和預防醫學、接受健康教育以及每當碰到新的身體狀況而需進行初步諮詢。國際初級照護分類 (ICPC) 是一種標準化的工具，根據患者就診的原因，而對各項初級照護干預措施進行了解與分析。
通常透過初級照護治療的慢性病包括：高血壓、糖尿病、哮喘、慢性阻塞性肺病、重性抑鬱疾患和焦慮症、背痛、關節炎和甲狀腺疾病。初級照護還包括許多基本孕產婦健康以及兒童醫療保健服務，例如計劃生育服務和疫苗接種。美國在2013年進行國家健康採訪調查，發現皮膚病（42.7%）、骨關節炎和關節疾病（33.6%）、背部問題（23.9%）、脂質代謝障礙（22.4%）和上呼吸道疾病（22.1%，不包括哮喘）是最常見的就醫原因。
在美國，初級照護醫生已開始在管理式醫療護理（由醫療保險支付）以外，提供稱為直接初級照護的服務，這種服務方式是一般熟悉的禮賓醫學之下的一種延伸。醫生直接向患者預收服務費用，可按月度、季度或是年度收取，也可按診所內提供的服務按項收費。
在全球人口高齡化的背景下，有越來越多老年人日益增加罹患慢性非傳染性疾病的風險，預計已開發國家和發展中國家對初級照護服務的需求都會迅速提升。WHO列有基本初級照護清單（provision of essential primary care），並把提供清單所列的服務視為初級照護戰略不可或缺的部分。

### 二級照護

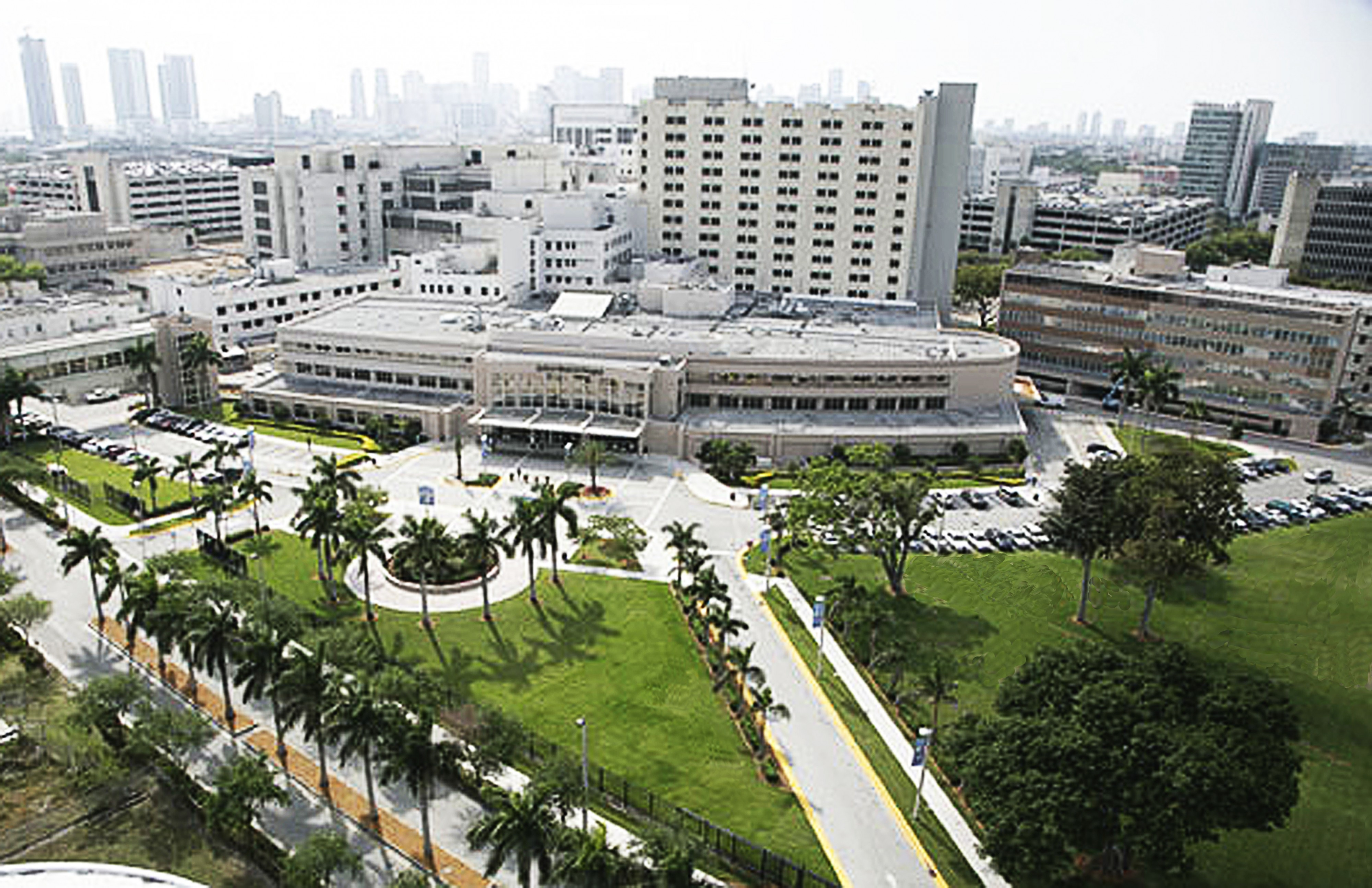
位於邁阿密的傑克遜紀念醫院，是家非營利性三級保健醫院，是邁阿密大學醫學院的主要教學醫院，也是美國最大的醫院，擁有1,547張病床。

二級護理包括急症護理：針對短暫但嚴重的疾病、傷害或其他健康狀況需要進行的短期而必要的治療。這種照護通常在醫院的急診室內進行。二級照護還包括在分娩、重症醫學、醫學影像期間所需的有證照護士的服務。
這種“二級照護”的稱法有時與“醫院護理”同義。然而，許多二級照護提供者，例如精神科醫生、臨床心理學家、職能治療師、多數牙科專門醫生或物理治療師等，他們不一定需要在醫院內工作。而一些初級照護服務會在醫院內提供。根據國家醫療系統的組織和政策，患者需要先到初級照護提供者處，經過轉診後才能獲得二級照護的服務。
一些採用混合經濟模式國家中的醫療系統，有醫生會要求患者必須看過初級照護提供者之後，才能到他們那兒尋求服務，這可能是當地的個人或者團體醫療保險要求的緣故。在其他情況下，醫生可在沒有轉診介紹的情況下為患者看病，患者也可自行決定。
在其他國家，無論費用是由私人保險或是國家醫療保險計劃負擔，由患者自行找二級照護的情況很少見，因為一般認為透過另一位醫生（初級照護醫生或其他專科醫生）轉診介紹有其必要.
醫療相關專業人員，例如物理治療師、呼吸治療師、職能治療師、言語治療師、和營養師，通常所從事的也是二級照護工作，可通過患者自我轉診或通過醫生轉診獲得。

### 三級照護

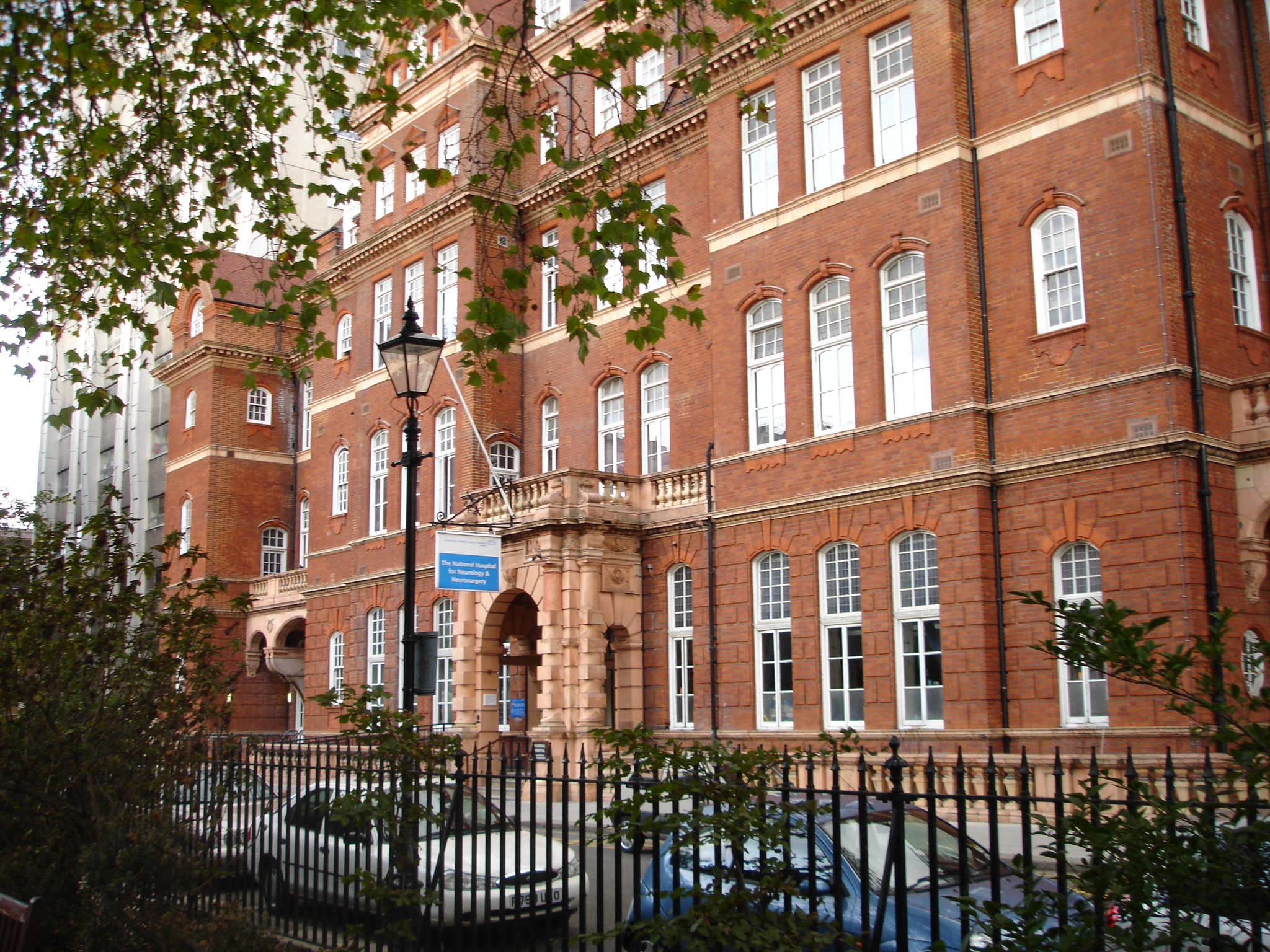
位於倫敦的國立神經病學和神經外科醫院是間神經病學專科醫院（三級轉診醫院）。

三級照護是專門的諮詢醫療保健，通常是提供給住院患者，或由初級或二級照護轉診而來，在這樣的機構，例如三級轉診醫院，就配置有人員和設施以提供高級醫療診斷和治療。
三級照護服務的例子包括癌症管理、神經外科、心臟外科、整形外科、嚴重灼傷治療、高級新生兒科照護、安寧緩和醫療以及其他複雜的醫療及外科干預手術。

### 四級照護
四級照護這個名詞有時被用作是三級照護的延伸，指的是高度專業化，但並未被廣泛運用的高級醫學方法。臨床研究以及某些不常見的診斷或外科手術類型被視為四級照護。這些服務通常只在為數不多的區域型，或是國家級醫療保健中心提供。

### 家庭和社區照護
許多類型的醫療保健干預措施都是在醫療機構以外之處提供。這些活動包括許多與公共衛生有關的干預措施，例如食品安全監測、安全套的分發，還有用於預防傳染性疾病的針頭和附屬裝置換新計劃。
這類活動還包括醫事人員在住家和社區環境中所提供的服務，為自我照顧、居家照護、長期照護、有人協助生活和物質使用疾患治療等患者提供健康和社會護理服務。
社區康復服務可為喪失肢體或是功能的患者提供活動上，及增加獨立性的協助。這類服務包括安裝義肢及矯正器，或是提供輪椅。
許多國家，尤其是西方世界國家都面臨人口高齡化的問題，它們醫療系統中的首要任務，包含有協助老年人待在家中時，能過充實且獨立的生活。這些國家建立一套完整的醫療保健區塊，目的是為老年人在家中的日常生活提供幫助，例如往返醫療機構之間的交通，以及其他對他們健康和福祉相當重要的活動。雖然系統中有不同機構共同為老年人提供家庭照護，但家庭成員和護理人員可能對於合作方式抱有不同的看法與價值觀。這種狀況對家庭照護在信息和通信技術（information and communication technology，ICT）的設計上產生挑戰。
統計數據顯示美國有超過8,000萬人從他們的主要工作中抽出時間來照顧親人，許多國家已經開始提供諸如消費者導向的個人助理計劃（Consumer Directed Personal Assistant Program）之類的計劃，讓家庭成員照顧他們親人之時，而不致放棄全部的收入。
兒童肥胖症正迅速成為一個主要的社會問題，衛生服務機構經常在學校建立計劃，目的在給予兒童營養飲食習慣的教育，提供體育課程，並教導青少年建立積極的自我形象。

### 評等
醫療評等是用來評估/評等醫療保健的過程、結構和/或服務結果的機制。這些信息被品質機構、非營利組織、消費者團體以及媒體生成計分卡。對於品質的評估，是根據下列的資料作衡量：
- 醫院品質
- 健康計劃品質
- 醫師素質
- 其他醫療相關專業人員素質
- 患者經驗（英语：patient experience）

## 相關領域
醫療保健所牽涉的已超出僅向患者提供服務的範圍，還涵蓋許多相關的領域，在更大的架構下還包括經費籌劃以及治理。

### 醫療系統
醫療系統（英語：health system，也可拼寫為health care system或是healthcare system），是由人員、機構和資源共同組成，為有醫療保健服務需求的人們提供服務。

### 醫療保健產業
醫療衛生產業包含幾個致力於提供醫療保健服務以及產品的部門。聯合國對於這個領域的基本框架是根據國際標準產業分類，把醫療保健這個領域歸類成由一般醫院活動、醫療和牙科執業活動、以及“其他人類保健活動”所組成。最後一類涉及護理人員、助產師、物理治療師、科學或診斷實驗室、病理診所、住宅衛生設施、患者倡導團體或其他醫療相關專業人員本身的活動，或是在他們監督下的活動。
此外，也有根據產業和市場的分類，例如與標準普爾相關的全球產業分類標準和與道瓊斯公司相關的行業分類基準。醫療保健也牽涉到許多類別的醫療設備、儀器、和服務（包括生物技術）、診斷實驗室和材料、製藥和相關的提供。
例如，藥品和其他醫療器械是歐洲和美國的主要高科技出口產品美國在生物製藥領域占世界主導地位，佔有全球生物技術相關收入中，佔比為4分之3。

### 醫療保健研究
有關本項主題的主題指南，請參閱醫療衛生科學。
許多醫療保健的干預措施，因為有致力診斷和治療的醫學模型提供協助，無論在數量，和在品質上都獲得改善。醫學研究、生物醫學研究、和藥物研究取得許多重要進展，對於醫療保健的提供上奠立循證醫學和循證實踐的基礎。醫療保健研究工作需經常直接與患者接觸，因此在將患者納入研究時，與什麼人接觸，以及如何與他們接觸的問題變得很重要。雖然並無單一的最佳做法，但對這類患者參與所做的有條理評價結果顯示，選擇患者參與研究，需要考慮到有足夠的患者，以及這些患者有參與的意願。
醫療保健服務研究可提高醫療保健干預措施的效率和公平性，正如通過身心障礙社會模式所推動者，透過社會變革可使人口更為健康。這種研究的結果通常會構成醫療保健系統的循證政策基礎。人工智慧領域的新措施也有助於醫療保健服務研究，以開發臨床上有用、及時、順應變化、順應文化、低壓力、低成本和建立標準程序的功效，以及能讓患者參與。

### 經費籌措
醫療系統的主要籌措經費方式，通常有五種：
1. 由州、縣或市政府徵收一般稅收
2. 社會保險
3. 自願性購買私人經營的醫療保險
4. 患者透過自付費用方式支付
5. 對於相關健康慈善機構的捐贈

大多數國家/地區的運作方式是上述五種模型的混合，但情況隨國家/地區的情況，以及隨時間演進而異。除了談籌措經費的機制，另一個重要的問題是醫療保健能花費多少。作各國比較之時，通常會用到醫療保健支出佔國內生產總值（GDP）的百分比。通常百分比高的國家，國民預期壽命會高，但並非百分比最高的國家，國民的預期壽命就會最高，從彭博新聞每年所做的分析中可看出兩者一般的相關性。但這種分析顯然存在缺陷，因為預期壽命只是衡量醫療保健系統績效的指標之一，但並不支持花費越多越好的論點。
在34個OECD成員國中，2011年的醫療保健產業平均花費的是GDP的9.3%，即人均3,322美元（經透過購買力平價指數調整後）。其中支出最高的幾國是：美國（17.7%，購買力平價指數調整後為8,508美元）、荷蘭（11.9%，5,099美元）、法國（11.6%，4,118美元）、德國（11.3%，4,495美元）、加拿大（11.2%，5,669美元）和瑞士（11 %，5,634美元) ，但出生時預期壽命最高的是瑞士 (82.8歲)、日本和義大利 (82.7)、西班牙和冰島 (82.4)、法國 (82.2) 和澳大利亞 (82.0)，而OECD國家的平均壽命在2011年首次超過80歲（80.1歲），比1970年增加10歲。美國（78.7歲）在34個成員國中僅名列第26位，但卻是迄今為止花費成本最高者。除美國和墨西哥以外，所有OECD國家都已實施全民醫保（或幾乎是全民醫保）。（另見醫療系統#國際間比較。）
在美國，大約有18%的GDP用在醫療保健之上，聯邦基金會對支出和品質分析結果顯示，品質較差和花費較高之間存有明顯的相關性。

### 管理與法規
醫療保健管理對於提供醫療保健服務至關重要。特別是醫事人員的執業和醫療保健機構的運作通常由國家或州/省當局透過監管機構進行監管，以確定能有品質保證。大多數國家都有監管委員會或衛生部的認證人員，這些機構就醫事人員必備條件以及工作者的工作經歷會保留記錄。

### 衛生資訊科技
衛生資訊技術(HIT)涉及的是“利用電腦的硬體和軟體的處理能力，把醫療保健資訊、資料、和知識做存儲、檢索、共享和使用，用作溝通和做決策之用。” 
衛生資訊技術的組成包括有：
- 電子健康記錄 (EHR) - 包含患者的健康史，並可能包括來自不同醫療保健提供者的記錄。[42][43]
- 電子病歷（Electronic Medical Record，EMR），通常是保留在個別醫療保健提供者辦公室內的病歷記錄，主要用途是讓提供者用作診斷及治療之用。[43]
- 個人健康紀錄 (Personal health record, PHR) -為 病患個人或是非專業醫療人員所持有醫療資訊記錄，供個人使用。[44]
- 醫療執業管理軟體（英语：Medical Practice Management software）(MPM) -這種軟體系統的目的是為簡化醫療機構的日常工作。也稱為執業管理軟體或執業管理系統 (PMS)。
- 健康資訊交換系統（英语：Health information exchange）(HIE) - 這類交換系統讓醫事人員和患者能安全的以電子方式取得，或是共享重要的醫療資訊.[45]

## 外部連結
- 维基共享资源上的相關多媒體資源：醫療保健
- 维基导游上有關Travel health的旅行指南